# Rive de Sainte-Sophie
La rive de Sainte-Sophie,, ou plus simplement la rive de Sophie (en russe : Софийская сторона, Sofiïskaïa storona) est un quartier historique de Veliki Novgorod, situé sur la rive gauche de la Volkhov. Elle tire son nom de la cathédrale Sainte-Sophie, la plus ancienne église en pierre de Russie. 
La rive de Sainte-Sophie est divisée en trois quartiers : les quartiers Nerevo, d'Outre-Château et du Commun. En outre, le kremlin de Novgorod se trouve aussi sur cette rive. L'autre partie du centre historique est la rive du Commerce.

## Histoire
Sur le site de fouilles Oborona, 2, à l'extérieur du rempart de la forteresse et du fossé de la ville d'Okolny, dans la partie sud de la rive de Sophie, des sépultures au sol de la première moitié du XIe siècle ont été découvertes. Seules les dents ou leurs fragments (émail dentaire) ont été conservés des personnes enterrées. L'ensemble des objets et la conception des structures funéraires présentent des analogies directes avec les cimetières de Kiev, Tchernigov et Pskov.  À la fin du XIe siècle, des domaines entourés d'une palissade apparaissent à l'emplacement de ce cimetière,.
La division traditionnelle de Veliki Novgorod en rive de Sophie et du Commerce remonte au XIe siècle, comme le montre le récit de l'incendie de 1097 à Novgorod : « Au printemps, l'autre rive brûla, et le 3ème jour, la detinets de la ville a brûlé ».

## Architecture
La rive de Sophie se caractérise par un tracé radial-semi-circulaire (« en éventail ») : certaines rues convergent vers le Kremlin, tandis que d'autres (perpendiculaires à la première) l'entourent en demi-anneau, reprenant le contour du mur du Kremlin.